# Prostomis apoica
Prostomis apoica es una especie de coleóptero de la familia Prostomidae.

## Distribución geográfica
Habita en Filipinas.